# Pygocentrus cariba
La piraña del Orinoco (Pygocentrus cariba) es una especie de pez caraciforme de la familia Characidae.

## Morfología
Conocidos en Venezuela como "Caribe Pecho Rojo" “Caribe Colorado” o "Caribe Capaburro", las hembras suelen ser de mayor tamaño y peso que los machos, su tamaño promedio es 25 a 30 centímetros de longitud total pero pueden alcanzar los 35 centímetros y llegan a pesar más de 1 kg. aunque son muy pocos los que se encuentran en estado salvaje que superen los 30 centímetros de largo, el color del cuerpo es gris mate y tienen un punto negro justo detrás de los operculos el cual normalmente desaparece en los ejemplares adultos de gran tamaño, tienen color rojizo - naranja desde la mandíbula pasando por el vientre llegando hasta la aleta anal el cual da origen a sus nombres pecho rojo y colorado. Tienen una boca muy poderosa armada con dientes muy afilados y fuertes que alcanzan 9 milìmetros de longitud. (Edouard Paiva)

## Hábitat y localización geográfica
Es un pez de agua dulce y de clima tropical. Se encuentra en Sudamérica, en la cuenca del río Orinoco.

## Comportamiento
Al igual que la mayoría de las especies de pirañas, tienen un carácter agresivo con el resto de los peces y con individuos de la misma especie. Pueden llegar a morder a las personas cuando se sienten amenazadas o acorraladas, pero no para alimentarse, sino para defenderse.